# Pseudococcus pertusus
Pseudococcus pertusus är en insektsart som beskrevs av Mckenzie 1967. Pseudococcus pertusus ingår i släktet Pseudococcus och familjen ullsköldlöss. Inga underarter finns listade i Catalogue of Life.